# Horné Mýto

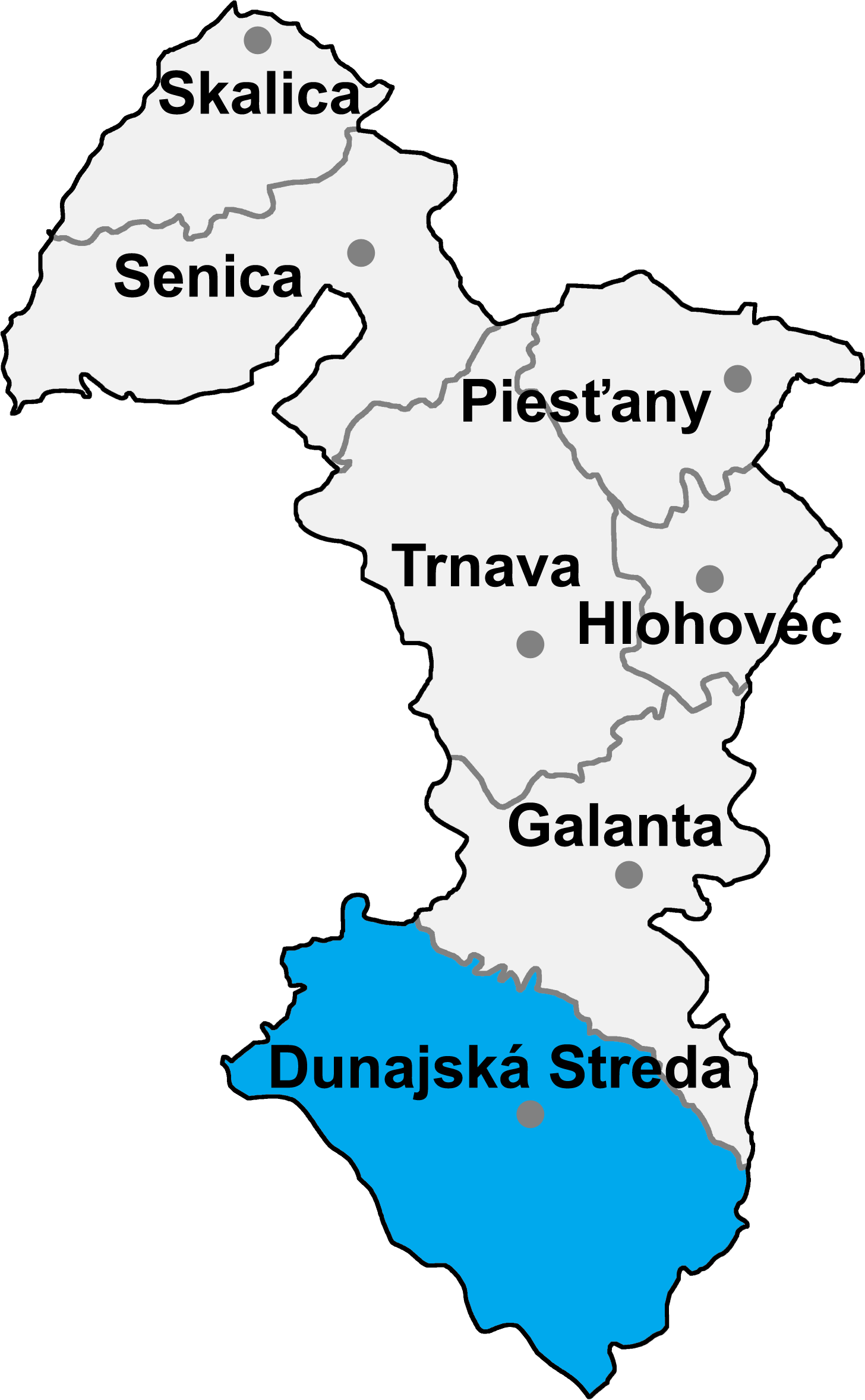
Localização de Dunajská Streda (distrito) na Trnava (região)

O Distrito eslovaco de Horné Mýto  é um dos sessenta e quatro municípios que formam a Distrito de Dunajská Streda, situada em Região de Trnava, Eslováquia.

## Demografia
| Ano:        | 1994 | 2004   | 2014   | 2024   |
| ----------- | ---- | ------ | ------ | ------ |
| Broj ljudi: | 945  | 977    | 959    | 925    |
| Razlika:    |      | +3,38% | -1,84% | -3,54% |

| Ano:               | 2023 | 2024   |
| ------------------ | ---- | ------ |
| Número de pessoas: | 908  | 925    |
| Diferença:         |      | +1,87% |